# Comtat de Jefferson (Alabama)
El Comtat de Jefferson és el comtat amb la densitat de població més alta en l'estat d'Alabama, on està situada la ciutat de Birmingham. En el cens dels EUA de l'any 2000, la població del Comtat Jefferson era de 662,047. El Comtat de Jefferson és el comtat més poblat i el principal de la Gran Àrea de Birmingham.

## Història
El Comtat de Jefferson se fundà el 13 de desembre de 1819 de la mà de la legislatura d'Alabama. Fou anomenat així en honor de Thomas Jefferson. El comtat es localitza a la porció nord-central de l'estat, en la prolongació cap al sud dels Apalatxes, al centre del ferro, carbó i pedra calcària de la banda del Sud. El Comtat Jefferson County està confrontat pels comtats: Blount, Bibb, St. Clair, Shelby, Tuscaloosa, i Walker. La seu del comtat fou Carrollsville entre 1819 i 1821, Elyton des de 1821 a 1873, i des de 1873 ha estat a Birmingham, que se li anomenà així per la ciutat anglesa del mateix nom en Warwickshire, fou durant molt de temps un centre de producció de ferro i acer i dels oficis afins.

## Geografia
Segons l'Oficina del Cens dels Estats Units el comtat té una àrea total de 2.911 km², dels quals 2.882 km² són de terra i 29 km² d'aigua (1,00%).

### Autopistes principals
- Interestatal 20
- Interestatal 59
- Interestatal 65
- Interestatal 459
- U.S. Highway 11
- U.S. Highway 31
- U.S. Highway 78
- U.S. Highway 280
- U.S. Highway 411
- Ruta Estatal 5
- Ruta Estatal 75
- Ruta Estatal 79
- Ruta Estatal 149
- Ruta Estatal 150
- Ruta Estatal 269